# Chiesa della Madonna della Salute (Zerba)
La chiesa della Madonna della Salute, nota anche come chiesetta degli Alpini è un edificio religioso situato nella frazione di Capannette di Pej del comune di Zerba, in provincia di Piacenza.
Venne costruita nel 1967 e consacrata il 13 agosto 1968 dal vescovo di Bobbio Pietro Zuccarino.

## Architettura
Fu progettata dall’Architetto Rosolino Multedo, noto per aver progettato la promenade genovese di Corso Italia.
La chiesa è costruita in mura di pietra a vista, con travi in legno e vetrate in vetrocemento. Il campanile si trova a destra della chiesa ed è collegato da un breve corridoio coperto.
Su portico della chiesetta è presente una lapide che ricorda gli Alpini caduti delle Quattro province, con il seguente testo: